# أورشفيلير
أورشفيلير (بالفرنسية: Orschwiller) ([orsch'vilər]) هي بلدية فرنسية تقع في إقليم الراين الأسفل من منطقة ألزاس في شمال شرق فرنسا. تبلغ مساحة هذه المدينة 6.32 (كم²)، يبلغ عدد سكانها 578 نسمة حسب إحصاء المعهد الوطني للإحصاء والدراسات الاقتصادية سنة 2009 م. وترأس Claude Risch البلدية خلال فترة (2001 - 2008).

## أعلام
- جوزيف مولر

## وصلات خارجية
- صفحة البلدية على موقع المعهد الوطني للإحصاء والدراسات الاقتصادية (بالفرنسية)